# Paweł Tabaka
Paweł Tabaka – polski muzyk, keyboardzista, pianista. Muzyk jazzowy i rockowy. Był jednym z założycieli zespołu Perfect w 1977 w Warszawie. Wymyślił nazwę Perfect Super Show and Disco Band. Zespół miał za zadanie koncertować po ośrodkach polonijnych w Stanach Zjednoczonych i grać covery utworów artystów jazzowych, rockowych i popowych. Opuścił zespół w 1979, po dołączeniu do grupy Zbigniewa Hołdysa oraz zmiany profilu zespołu na AOR, a także stylu na rock.
Zagrał na pianinie oraz zaśpiewał na składance Circus - Polish Jazz Vol. 32 z 1972.